# Wilków (gmina, Lublin)
Pour les articles homonymes, voir Wilków.
Wilków est une gmina rurale (gmina wiejska) du powiat d'Opole Lubelskie, dans la Voïvodie de Lublin, dans l'est de la Pologne.
Son siège administratif (chef-lieu) est le village de Wilków, qui se situe environ 14 km au nord-ouest d'Opole Lubelskie (siège du powiat) et 49 km à l'ouest de la capitale régionale Lublin (capitale de la voïvodie).
La gmina couvre une superficie de 79,54 km2 pour une population de 4 863 habitants en 2006.

## Histoire
De 1975 à 1998, la gmina est attachée administrativement à l'ancienne Voïvodie de Lublin.

Depuis 1999, elle fait partie de la nouvelle voïvodie de Lublin.

## Géographie
La gmina inclut les villages (sołectwa) de:

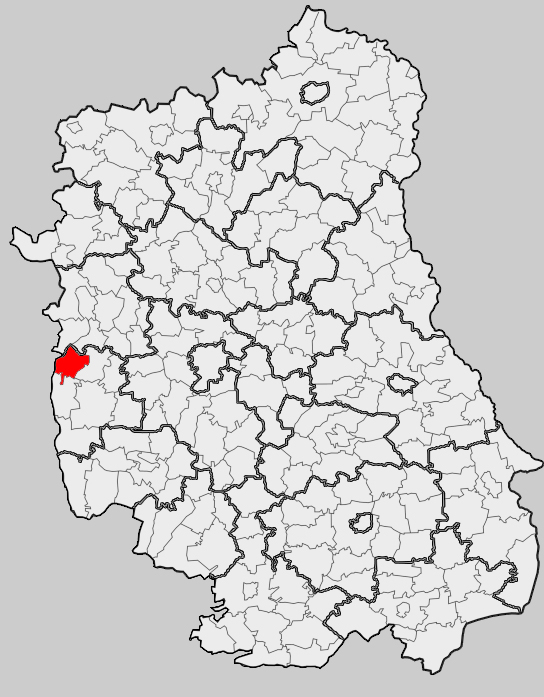
Position de la gmina dans la voïvodie

- Brzozowa
- Dobre
- Kąty
- Kępa Chotecka
- Kłodnica
- Kolonia Wrzelów
- Kosiorów
- Lubomirka
- Machów
- Majdany
- Podgórz
- Polanówka
- Rogów
- Rybaki
- Szczekarków
- Szczekarków-Kolonia
- Szkuciska
- Urządków
- Wilków
- Wilków-Kolonia
- Wólka Polanowska
- Zagłoba
- Zarudki
- Zastów Karczmiski
- Zastów Polanowski
- Żmijowiska

### Gminy voisines
La gmina de Wilków est voisine des gminy de:
- Chotcza
- Janowiec
- Karczmiska
- Kazimierz Dolny
- Łaziska
- Przyłęk

## Structure du terrain
D'après les données de 2002, la superficie de la commune de Wilków est de 79,54 kilomètres carrés, répartis comme telle :
- terres agricoles : 71%
- forêts : 12%

La commune représente 9,89% de la superficie du powiat.

## Démographie
Données du 30 juin 2008:
| Description        | Total  | Total | Femmes | Femmes | Hommes | Hommes |
| ------------------ | ------ | ----- | ------ | ------ | ------ | ------ |
| Unité              | Nombre | %     | Nombre | %      | Nombre | %      |
| Population         | 4 940  | 100   | 2 481  | 51,1   | 2 459  | 49,8   |
| Densité (hab./km²) | 62,1   | 62,1  | 31,2   | 31,2   | 30,9   | 30,9   |